# Sons of an illustrious father
Sons of an illustrious father war eine US-amerikanische Band, die bis zum Jahr 2018 bestand. Die Musikgruppe setzte sich zusammen aus Ezra Miller, Lilah Larson und Josh Aubin, die ihren Stil im Them Magazine als „Genre-Queer“ mit einer Kombination aus Punk, Folk und Elementar beschrieben. Larson und Miller identifizieren sich als Queer, wobei sich Aubin als nicht-hetero erkennt.

## Gründung und Entwicklung
Miller und Larson lernten sich im Alter von 10 und 12 Jahren im Musiktheaterunterricht an ihrer Mittelschule, der Hudson School, kennen. Gründung der Musikgruppe erfolgte vor eintritt in die Media-Plattformen und handelte sich ursprünglich um ein Akustikprojekt, das Larson 2009 ins Leben rief. Erst sieben Jahre nach Larsons und Millers erstem Treffen lernten sie Aubin kennen. Die Gruppe wurde auf insgesamt fünf Mitglieder erweitert, welche neben Miller, Larson und Aubin noch Jake Sokolov-Gonzalez und Sofia Albam darstellten.
Ihre erste EP We Are Dead And Reborn veröffentlichte Sons of an illustrious father 2011, worauf ihr erstes Album One Body folgte. Seit 2010 war die Gruppe für einige Jahre auf Plattformen wie Vimeo aktiv. Anfang 2014 veröffentlichte die Band ihren ersten Song auf YouTube und nahm ihre jetzige Besetzung an, indem Albam und Sokolov-Gonzalez ausstiegen. Im März 2015 folgte das nächste Album Sons, nachfolgend im Jahr 2018 die Veröffentlichung des letzten Albums Deus Sex Machina: Or, Moving Slowly Beyond Nikola Tesla. Der Schwerpunkt der Lieder, welche die Gruppe herausbrachte, lag oft in der Thematisierung von Rassismus, Sexismus, Queerfeindlichkeit und Psychischer Gesundheit. Im Mai 2019 erschien ihr letztes Lied, das sie unter dem bisherigen Bandnamen Sons of an illustrious father veröffentlichten. Jenes war ein Cover des Songs Don’t Cha von The Pussycat Dolls. Die Band hatte unter anderem Konzerte in der ganzen USA, Korea, Singapur und Deutschland.
Ende Oktober 2021 erschien nach langer Zeit wieder ein Song, unter dem neuen Bandnamen Oddkin. Der neue Name umfasste nun nur mehr das Duo aus Ezra Miller und Lilah Larson. Der Letzter Song auf YouTube wurde im November desselben Jahres veröffentlicht. 2022 tourten Larson und Miller durch Großbritannien, Mexiko und Japan und veröffentlichten eine EP.